# Aj-Kolek"ëgan
L'Aj-Kolek"ëgan (in russo Ай-Колекъёган?) o Aj-Kolik"ëgan (Ай-Коликъёган) è un fiume della Russia siberiana occidentale, affluente di sinistra del fiume Kolek"ëgan. Scorre nel bassopiano della Siberia occidentale, all'interno del Nižnevartovskij rajon del Circondario autonomo degli Chanty-Mansi-Jugra.
Il fiume, che ha origine in una zona paludosa ricca di laghi, scorre mediamente in direzione sud-occidentale e occidentale; incontra il Kolek"ëgan a 104 km dalla sua foce. La lunghezza del fiume è di 120 km. L'area del suo bacino è di 1 160 km².